# Leyti N'Diaye
Leyti N'Diaye (Dakar, 19 de agosto de 1985) é um Futebolista aposentado senegalês que atuou como zagueiro. Seu último clube foi o FC Le Mont-sur-Lausanne, o jogador se aposentou no dia 1 de julho de 2015.

## Carreira
Descoberto pelo CS Louhans-Cuiseaux, foi contratado pelo Olympique de Marseille em 2004, onde nunca teve muitas oportunidades no time principal e, por isso, foi diversas vezes emprestado. 

## Títulos
Olympique de Marseille
- Supercopa da França: 2010
- Copa da Liga Francesa: 2010-11